# Пристаниште „Краљице Марије”
Пристаниште „Краљице Марије” се налази на Дунаву, у атару села Дубравица и место на коме је млада румунска принцеза Марија Хоенцолер први пут поздравила српски народ и крочила на тло Србије.
Дубравица код Пожаревца је током 19. и прве половине 20. века имала једно од најзначајнијих српских пристаништа на Дунаву. Одавде су и Kарађорђе и Kњаз Милош извозили робу у Аустрију, а Дубравица је све до шездесетих година 20. века имала директну бродску линију са Београдом и Kладову, а пристаниште је било повезано и железничком пругом са Пожаревцом.
На свадбеном пропутовању из Оршаве у Румунији до Београда принцеза Марија, вереница Александра Карађорђевића и будућа краљица Србије, 6. јуна 1922. године се привремено се искрцала и после кратког предаха, уз пратњу разарача и јахте краља Александра, са брода поздравила окупљени народ и касније наставила Дунавом према Смедереву и Гроцкој. После два дана се венчала са краљем Александром Карађорђевићем.
Сада је на том месту викенд насеље, али су мештани Дубравице одлучили да га обележе подизањем спомен плоче Kраљици Марији Kарађорђевић, која је овде први пут крочила на тло Србије.